# Charleston, Tennessee
Charleston är en ort i Bradley County i Tennessee. Vid 2020 års folkräkning hade Charleston 664 invånare.

## Kända personer från Charleston
- Latimore, artist